# Le Friquet
Le Friquet è un cortometraggio muto del 1914 diretto da Maurice Tourneur. La sceneggiatura si basa sulla commedia di Willy che, a sua volta, trae spunto dal romanzo omonimo di Gyp. Le Friquet di Willy (pseudonimo di Henry Gauthier-Villars) debuttò a Parigi al Théâtre du Gymnase il 30 settembre 1904.
Il film avrà un rifacimento nel 1919 diretto da Gero Zambuto: Friquet avrà come interprete principale Leda Gys.

## Produzione
Il film fu prodotto dalla Société Française des Films Éclair.

## Distribuzione
Uscì nelle sale cinematografiche francesi il 9 gennaio 1914.